# Марксовский
Ма́рксовский — посёлок в Александровском районе Оренбургской области. Административный центр Марксовского сельсовета.

## История
В 1966 году указом Президиума Верховного Совета РСФСР посёлок центральной усадьбы совхоза имени Карла Маркса переименован в Марксовский.

## Население
| 2010 |
| ---- |
| 417  |

## Улицы
| - ул. Восточная, - ул. Заречная, - ул. Мира, - ул. Нагорная, - ул. Новая, | - ул. Советская, - пер. Тихий, - ул. Черёмушки, - ул. Школьная, - ул. Шоссейная. |